# オンライン・インターナショナル・スクール
オンライン・インターナショナル・スクール（英語：Online International School）またはオンライン国際学校（こくさいがっこう）とは、外国人子弟やオンラインでインターナショナルスクールの卒業資格を目的とする者に対し、初等教育や中等教育・高等教育などを施す学校のこと。

## 特徴

### 運営
国により1つの国に複数の民族が存在する状態となっているケースが増加していることから、オンライン・インターナショナル・スクールとして指定される学校などでは、多様性を重視しながら運営を行っているという現状がある。これは多民族国家となっている国々において顕著であり、教師も生徒も多民族となっていることから、例えば生徒の国籍だけでも60カ国以上という学校もある。

## 修了資格

### 卒業資格
初等教育や中等教育・高等教育などを施す、各オンライン・インターナショナル・スクールの卒業資格を取得することができる。またオンライン・インターナショナル・スクールによっては、所在国と海外2つの卒業資格を得られるダブル・ディプロマを取得可能な学校も存在している。近年は、このダブル・ディプロマ制度を導入するオンライン・インターナショナル・スクールの需要が拡大傾向にある。

## 各国のオンライン・インターナショナル・スクール

### 日本
日本におけるオンライン・インターナショナル・スクールの存在は、新型コロナウイルスの流行により急速に知られるようになった。例えばワールドアローズインターナショナルスクールを例に挙げると、この学校ではオンラインシステムを導入しており、日本とアメリカの高校卒業証明書を同時に取得することができる。また他のオンライン・インターナショナル・スクールよりも比較的リーズナブルな費用設定となっていることから、入学者も年々増加傾向にある。然しながら、インターナショナル・スクールと比べてみると、オンライン・インターナショナル・スクールは情報そのものが不足しているという観点から、知名度はまだそれほど高くはないと言える。

#### 歴史
完全オンラインで授業が受けられるオンライン・インターナショナル・スクールの歴史は他国が先行しており、日本においての歴史はまだ真新しい部類に入る。この理由には、そもそも完全オンラインで卒業可能なインターナショナル・スクール自体が稀なものであったこと、それに加えて学校数もそれほど多くはなかったことなどが該当する。しかし、新型コロナウイルスの蔓延により、多くのインターナショナル・スクールでオンライン授業を導入する学習環境に変化した。このコロナ禍における学習環境の変化、そしてオンライン授業の浸透によって、インターナショナル・スクールそのものをオンライン化させる動きが加速した。これにより完全オンラインで授業を展開するオンライン・インターナショナル・スクールの数は増加し、近年は日本においても、オンライン・インターナショナル・スクールの存在が広く知られる結果となっている。

### アメリカ
アメリカでは、日本よりも早い段階から、オンラインによるインターナショナル・スクールを展開してきた。またアメリカは多民族国家ということや、コロナ禍以前からオンライン授業やホームスクーリングが国全体で浸透していることから、オンライン・インターナショナル・スクールに通う生徒の数は多い。

### イギリス
イギリスにおいてもアメリカと同様に、日本よりも早期の段階から、オンラインによるインターナショナル・スクールを展開してきた。またイギリスも多民族国家であり、コロナ禍以前よりオンライン授業やホームスクーリングが定着している。そのためイギリスのオンライン・インターナショナル・スクールにおける生徒数も、多い傾向にある。 

### ニュージーランド
ニュージーランドにおいても、オンライン・インターナショナル・スクールが展開されている。先述のアメリカ・イギリスと同様に、ニュージーランドにおいてもオンライン授業やホームスクーリングがコロナ禍以前から浸透している背景がある。

### その他の先進国
オンライン・インターナショナル・スクールが、コロナ禍以前から浸透している、あるいはコロナ禍を起源に浸透したという事象は、特に英語を公用語とする先進国において顕著なものとなっている。先述の日本を含むアメリカやイギリス・ニュージーランドに留まらず、多くの英語を母語とする先進国で、オンライン・インターナショナル・スクールは既に浸透している。その生徒数は、世界的に増加傾向にあるため、今後も多くのオンライン・インターナショナル・スクールの開校が予想される。

## オンライン・インターナショナル・スクールを展開する主な学校一覧

### 日本
- ワールドアローズインターナショナルスクール（World Arrows International School）

ワールドアローズインターナショナルスクール（World Arrows International School）は、アメリカのミズーリ大学（University of Missouri）と提携し、同大学付属（Mizzou Academy）のK-12（幼稚園から高校卒業まで）までの教育を提供している。日本の学校に通いながら帰宅後に学習できる環境を提供しており、日本とアメリカの高校卒業資格をダブルで取得することを目指せると共に、在籍中に一定の成績を収めることでミズーリ大学に推薦入学することもできる。
- クリムゾングローバルアカデミー（Crimson Global Academy）

クリムゾングローバルアカデミー（Crimson Global Academy）は、東京都台東区に拠点を置く、オンラインインターナショナルスクールである。同スクールの特徴として、ニュージーランド政府公認のオンライン授業に特化した、インターナショナルスクールであるということが挙げられる。少人数制のオンライン授業を展開し、習熟度ごとの教育により、飛び級も可能となっている。同スクールの卒業生も、大学への進学が主な進学先となっている。
- 東京インターハイスクール（Tokyo Inter-High School）

東京インターハイスクール（Tokyo Inter-High School）は、東京都渋谷区にある、オンライン・インターナショナル・スクールである。同スクールの特徴として、アメリカのワシントン州にある認可校Alger Independence High Schoolの日本校であることが挙げられる。そのため、同校の高校卒業資格を取得することができる。同スクールの卒業生も、日本国内の大学や海外の大学への進学が、卒業後の主な進学先となっている。
- ニサイブリティッシュインターナショナルオンラインスクール（Nisai British International Online School）

ニサイブリティッシュインターナショナルオンラインスクール（Nisai British International Online School）は、京都府京都市に日本法人を置く、オンライン・インターナショナル・スクールである。同スクールでは、ケンブリッジプログラムをオンライン受講することができることを特徴としている。ケンブリッジプログラムとは、イギリスのケンブリッジ大学傘下の教育組織のことであり、国際教育プログラムのこと。同スクールでは、小学校高学年からのコ―スを設けている。同スクールの卒業生は、基本的には国内大学への進学や海外大学への進学、海外留学などの進路に進んでいる。